# Rigor Sardonicous
Rigor Sardonicous (von lat. rigor ‚Starre‘ und sardonicus ‚sardonisch‘) ist eine US-amerikanische Funeral-Doom-Band aus Long Island, New York, die im Jahr 1988 gegründet wurde.

## Geschichte
Die Band wurde im Jahr 1988 von dem Sänger und Gitarristen Joseph J. Fogarazzo und dem Bassisten Glenn Hampton gegründet. Im Jahr 1999 erschien das Debütalbum Apocalypsis Damnare, dem nach einer Split-Veröffentlichung im Jahr 2002, im Jahr 2004 das zweite Album Apocalypsis Damnare folgte. Im Jahr 2005 wurde das Debütalbum neu aufgenommen und veröffentlicht. Ähnliches geschah 2006 als das Debütdemo Risus ex Mortuus neu aufgenommen und bei dem russischen Label Endless Desperation Records veröffentlicht wurde. In den Jahren 2008 und 2012 folgten mit Vallis ex Umbra de Mortuus und Ego Diligio Vos die nächsten beiden Studioalben. Im Jahr 2012 erschien zudem das Live-Album Vivescere Exitium auf Kompaktkassette mit einer Auflage von 200 Stück. Die Aufnahmen hierzu stammten von einem New Yorker Konzert am 14. August 2009. Das Konzert war zudem schon seit 2009 als kostenloser Download erhältlich.

## Stil
Laut Eduardo Rivadavia von Allmusic spielt die Band dunklen Funeral Doom. Die Band sei durch Gruppen wie Winter, Disembowelment und Khanate beeinflusst worden. Das Schlagzeugspiel sei extrem langsam und werde durch einen Drumcomputer übernommen. In seiner Rezension zur neu aufgenommenen Version von Apocalypsis Damnare schrieb Ignacio Coluccio maelstromzine.com, dass man nun eine bessere Unterteilung zwischen Gesang und E-Gitarre hören kann. Die Band spiele eine Goregrind-Version des Funeral Doom, mit heruntergestimmten Gitarren, Drumcomputer und per Pitch Shifter veränderten Gesang. Die Lieder bewögen sich jedoch im Gegensatz zum Goregrind jedoch nur zwischen 40 und 60 bpm. Die Lieder klängen stark durch Bands wie Thergothon und Disembowelment beeinflusst. Stünde man auf technisch anspruchsvollen oder majestätisch klingenden Doom Metal, würde man die Musik als schrecklich und untalentiert empfinden. Neil Pretorius von metal-observer.com bezeichnete die Musik auf Ego Diligio Vos als klassischen Funeral Doom und zog Bands wie Skepticism und Thergothon als Vergleiche heran. Die E-Gitarre und das Schlagzeug seien extrem schleppend und das Growling sei erschreckend und so gut wie nicht zu verstehen. In Liedern wie Hilarus Sperablis habe man jedoch stellenweise schon fast das Gefühl, ein Lied von God Is an Astronaut zu hören. Das Lied schwanke somit zwischen schönen und drückenden Atmosphären. Pretorius zog hierzu einen Vergleich zu Die Schöne und das Biest heran. Zudem sei das Album gespickt von Wiederholungen.

## Diskografie
- 1994: Risus ex Mortuus (Demo, Eigenveröffentlichung)
- 1999: Apocalypsis Damnare (Album, Eigenveröffentlichung)
- 2002: The Forgotten / Rigor Sardonicous (Split mit The Forgotten, Paragon Records)
- 2004: Principia Sardonica (Album, Paragon Records)
- 2005: Apocalypsis Damnare [2005] (Album, Paragon Records)
- 2006: Risus ex Mortuus (Album, Endless Desperation Records)
- 2008: Vallis ex Umbra de Mortuus (Album, Paragon Records)
- 2009: Vivescere Exitium (Live-Album, Witch Sermon)
- 2010: I / Neo-Pessimism (Split mit Persistence in Mourning, Feudal Throne Records)
- 2012: Ego Diligio Vos (Album, Memento Mori Records)
- 2021: Ridenti Mortuus (Album, Silent Time Noise)